# Isabel Martins dos Guimarães
Isabel Martins de Guimarães (c. 1477 - ?) foi uma Fidalga Portuguesa.

## Biografia
Filha de Martinho ou Martim de Guimarães (Guimarães, c. 1430 - d. 1497), Criado e Escudeiro do Arcebispo de Braga Primaz das Espanhas e Notário Geral, e de sua mulher Leonor Fernandes Chamiça de Guimarães (c. 1463 - ?), sobre a qual Manuel José da Costa Felgueiras Gaio diz que era chamada "a Senhora dos Chãos", filha de Fernão Lourenço de Guimarães e de sua primeira mulher Catarina de Barros. A 16 de Outubro de 1497, Afonso Ribeiro, Clérigo de missa, teve mercê do ofício de Capelão da Igreja de São Pedro de Guais, no Arcebispado de Braga, que é de apresentação real, no lugar e vaga de Francisco do Amaral, o qual renunciou nas mãos de el-rei. A Procuração de Francisco do Amaral a D. Jorge de Castro foi feita pelo Notário Geral Martim de Guimarães a 30 de Setembro de 1497. Pede-se a D. Jorge da Costa, Arcebispo de Braga e Primaz da Espanha, que confirme a apresentação (Chancelaria de D. Manuel I, Livro 28, Fólio 107v).
Era neta paterna de Luís Anes (c. 1390 - ?), Cónego da Colegiada de Guimarães e Abade de São Cosme de Garfe, filho dum João, que podia também ter-se chamado Gonçalo Pires, e de sua mulher Maria Anes (? - Braga, 8 de Abril de 1440), que fora amante de D. Pedro da Guerra e mãe de D. Fernando da Guerra, sendo Luís Anes irmão de Beatriz Anes (c. 1389 - ?), primeira mulher de Diogo Fernandes de Almeida (? - 1453-9) e mãe do 1.º Conde de Abrantes.
Casou com Marçal Vaz (Pimenta) (c. 1456 - d. 1515), de quem teve nove filhos e filhas, entre eles: Catarina Vaz (Pimenta), casada com João Lopes, e Francisco Vaz (Pimenta) (Braga, c. 1491 - ?), que como Francisco Vaz teve de D. João III de Portugal Carta de Tabelião de Cabeceiras de Basto (Chancelaria de D. João III, Livro 3, Fólio 71v) e viveu casado na Quinta de Vilar, em São Tiago da Faia, Cabeceiras de Basto, casado com Isabel Leite de Morais (c. 1505 - ?), Senhora da Quinta de Vilar, em São Tiago da Faia, Cabeceiras de Basto, de quem teve, entre outros: Camila Leite de Morais.